# Mia X
Mia X, pseudonimo di Mia Young (New Orleans, 9 gennaio 1970), è una rapper statunitense.

## Biografia
Mia X è stata la prima rapper donna a firmare un contratto con la No Limit Records, etichetta gestita dal connazionale Master P, attraverso la quale è stato pubblicato l'album in studio di debutto Good Girl Gone Bad nel 1995. Il disco successivo, intitolato Unlady Like, è stato accolto dal successo nazionale dopo essersi piazzato al 21º posto della Billboard 200 e aver ricavato un disco d'oro equivalente a 500 000 copie fisiche dalla Recording Industry Association of America.
Nel 1998 ha ricevuto la sua prima nomination agli MTV Video Music Awards per il singolo Make 'Em Say Uhh!, certificato platino negli Stati Uniti d'America. Nello stesso anno viene distribuito Mama Drama, il terzo LP dell'artista, che si è posto nella top ten statunitense. Dall'album è stato estratto What'cha Wanna Do?, che si è fermato in 41ª posizione della Hot 100.

## Discografia

### Album in studio
- 1995 – Good Girl Gone Bad
- 1997 – Unlady Like
- 1998 – Mama Drama

### Singoli
- 1993 – Da Payback
- 1996 – I Wanna Be with You (feat. Master P & Mr. Serv-On)
- 1997 – The Party Don't Stop (feat. Master P & Foxy Brown)
- 1998 – What'cha Wanna Do? (feat. Charlie Wilson)
- 1999 – Imma Shine
- 2009 – Hush
- 2014 – Mr. Right (feat. Ms. Tasha)
- 2015 – No More (feat. Caren Green)